# Nghiện mơ mộng
Nghiện mơ mộng, còn được gọi là mơ mộng quá mức là một hình thức hấp thụ phân ly liên quan đến hoạt động tưởng tượng sống động và quá mức thường liên quan đến các kịch bản phức tạp và huyền ảo. Nó có thể dẫn đến đau khổ, có thể thay thế tương tác của con người và có thể can thiệp vào chức năng bình thường như cuộc sống xã hội hoặc công việc.[1] [2] Những người mắc chứng mơ mộng không lành mạnh có thể tưởng tượng nhiều đến mức dành hơn một nửa ngày của họ trong "vũ trụ thay thế sinh động".[3]
Mơ mộng Maladaptive thường được liên kết với các chuyển động khuôn mẫu, chẳng hạn như nhịp độ hoặc rocking và nhu cầu kích thích âm nhạc.[4] Một trong những nhà nghiên cứu chính về mơ mộng không lành mạnh và người đặt ra thuật ngữ này là giáo sư Eli Somer của Đại học Haifa.[5] [6] định nghĩa của điều kiện Somer là “hoạt động tưởng tượng phong phú, thay thế tương tác của con người và/hoặc gây trở ngại cho hoạt động học tập, giao tiếp, hoặc nghề.” [7]

## Hỗ trợ trực tuyến
Mặc dù mơ mộng không đúng lúc vẫn chưa phải là một vấn đề tâm thần được công nhận chính thức, có nghĩa là mọi người chưa thể được chẩn đoán chính thức với nó, nhưng nó đã sinh ra nhiều nhóm hỗ trợ trực tuyến và thế giới thực kể từ khi Somer lần đầu tiên xác định hiện tượng này vào năm 2002.(Có thể tìm thấy trên Facebook khi gõ cụm từ "maladaptive dreamming")
Có một số lượng lớn các nhóm mơ mộng quốc tế trực tuyến ngày càng tăng, cung cấp thông tin và hỗ trợ đồng đẳng, trong đó các cá nhân tuyên bố đã bí mật chịu đựng giấc mơ ác mộng trong nhiều năm.[20]
Các sở nỗ lực của người bệnh để nâng cao nhận thức về tình trạng của họ thể hiện bản thân trong một nỗ lực tự phát toàn cầu để dịch 16-item thích nghi không tốt quy mô mơ mộng, MDS-16.[21] MDS-16 đã được dịch sang 29 ngôn ngữ bởi những cá nhân đủ điều kiện đấu tranh với tình trạng này.[22]

## Nguyên nhân lý thuyết
Các thế giới phức tạp, tưởng tượng và những câu chuyện về một giấc mơ không lành mạnh là một sự giải thoát cho những lúc đau khổ hoặc buồn chán.[23] Mơ mộng vì những lý do này không phải là không lành mạnh, chỉ là khi các tính năng tưởng tượng thay thế hoặc vượt qua những người thực sự khi nó có thể được gọi là không đúng cách. Trong một số trường hợp, những người bị nghi ngờ mơ mộng không lành mạnh đã báo cáo một số tác động khá đau khổ. Đôi khi họ có thể hoàn toàn bị cuốn hút vào những tưởng tượng của họ, khiến họ mất thời gian và gặp khó khăn trong việc tập trung vào các nhiệm vụ khác như đọc sách hoặc xem video. Những tưởng tượng này thậm chí có thể biến đổi từ một sở thích đơn giản để tránh sự nhàm chán thành một lựa chọn thích hợp hơn để tương tác với người thực.[24]Trong trường hợp này, những người mơ mộng không lành mạnh này thực sự mong đợi thời gian khi họ có thể trở lại thế giới tưởng tượng của mình, thay vì chỉ làm như vậy bất cứ khi nào lịch trình của họ cho phép.[25] Về mặt thể chất, những người mơ mộng không lành mạnh có thể trở nên mê mẩn đến nỗi thế giới của họ cản trở khả năng ngủ, ra khỏi giường và thậm chí duy trì vệ sinh đúng cách.[26]

## Nghiên cứu về thích nghi không tốt mơ mộng
Nghiên cứu cho thấy hiện tượng này có thể đo lường được, nó ổn định và độc đáo và có thể phân biệt rất rõ ràng với mơ mộng thông thường.[27] Nghiên cứuvới MDS-16 cũng đã chứng minh rằng những người mắc phải tình trạng này báo cáo tỷ lệ thiếu chú ý và các triệu chứng ám ảnh cưỡng chế cao hơn.[28]
Mơ mộng Maladaptive hiện đang được nghiên cứu bởi một nhóm các nhà nghiên cứu từ các quốc gia khác nhau bao gồm Hoa Kỳ, Ba Lan, Thụy Sĩ và Israel.[29] [30] [31]
Sau khi công bố hai nghiên cứu trường hợp duy nhất về điều trị mơ mộng không điều trị, hiện nay cần nghiên cứu để phát triển thực hành dựa trên bằng chứng để điều trị chứng mơ mộng không điều trị.[32]

## Phạm vi hoạt động mơ mộng
Nhiều kinh nghiệm của con người nằm trong khoảng từ bình thường đến bất thường. Mơ mộng, một dạng phân ly bình thường liên quan đến sự hấp thụ, là một hoạt động tinh thần rất phổ biến được hầu hết mọi người trải nghiệm.[8] Nó được cho là bao gồm gần một nửa tất cả những suy nghĩ của con người, với hàng trăm chuỗi mơ mộng được trải nghiệm hàng ngày.[9] [10]
Một số cá nhân sở hữu khả năng mơ mộng sống động đến mức họ trải nghiệm cảm giác hiện diện trong môi trường tưởng tượng.[5] Trải nghiệm này được báo cáo là cực kỳ bổ ích đến mức một số người trải nghiệm nó bắt buộc phải lặp lại nó thường được mô tả là nghiện.[11] [12] [13] [14] Các tài liệu khoa học cho thấy rằng một phần của những người mắc chứng mơ mộng không lành mạnh có thể dành tới 60% thời gian thức giấc, và do đó, có thể được phân loại là mắc chứng nghiện hành vi.[15]
Kích thích cho những giấc mơ không lành mạnh ở tất cả các nơi, và các triệu chứng của họ cũng rất nhiều. Triệu chứng tổng thể là những tưởng tượng cực kỳ sống động với các tính năng giống như câu chuyện, khác như các nhân vật, cốt truyện và cài đặt của mơ mộng.[16]Các nhân vật có thể là người thật mà người mơ mộng không biết gì, hoặc tạo nên, và điều tương tự cũng xảy ra với các thiết lập và cốt truyện. Các nguồn truyền thông, chẳng hạn như phim ảnh, trò chơi video và âm nhạc, có lẽ là những ảnh hưởng lớn trong cuộc sống của một người mơ mộng không lành mạnh, và đây là lý do tại sao những tưởng tượng này thường có hình dạng như một cuốn tiểu thuyết hoặc phim. Ngoài ra, thời gian dành cho việc mơ mộng không lành mạnh có thể khiến người mơ mộng tăng tốc, mân mê thứ gì đó trong tay hoặc đá qua lại. Những người mơ mộng Maladaptive thường tham gia rất nhiều về mặt tinh thần và cảm xúc vào những tưởng tượng của họ, khiến những người mơ mộng phản ứng vật lý bằng cách cử chỉ, cười, nói và làm cho khuôn mặt phù hợp với bất kỳ kịch bản tưởng tượng nào họ đang tham gia.[17]
Mơ mộng Maladaptive không phải là một vấn đề tâm thần. Những giấc mơ ban ngày không phải là thực tế - những người mơ mộng không lành mạnh luôn biết điều này. Mặc dù các vấn đề mơ mộng và rối loạn tâm thần không lành mạnh, như tâm thần phân liệt, cả hai đều đối phó với những người tránh thực tế, tâm lý là về những người hoàn toàn tách rời khỏi thực tế. Điều này có nghĩa là những người tâm thần không thể phân biệt tưởng tượng với thực tế, trong khi những người mơ mộng không tốt luôn biết sự khác biệt giữa những gì trong tâm trí họ và những gì đang thực sự xảy ra trên thế giới.[18]